# Weltmeisterschaften im Gewichtheben 1997
Die 11. Weltmeisterschaften im Gewichtheben der Frauen und 68. Weltmeisterschaften im Gewichtheben der Männer fanden vom 6. bis 14. Dezember 1997 in der thailändischen Stadt Chiang Mai statt. An den von der International Weightlifting Federation (IWF) im Zweikampf (Reißen und Stoßen) ausgetragenen Wettkämpfen nahmen 143 Gewichtheberinnen aus 29 Nationen und 189 Gewichtheber aus 51 Nationen teil.

## Medaillengewinner

### Männer

#### Klasse bis 54 Kilogramm
| Disziplin | Gold         | Gold     | Silber         | Silber   | Bronze         | Bronze   |
| --------- | ------------ | -------- | -------------- | -------- | -------------- | -------- |
| Reißen    | Yang Bin     | 127,5 kg | Lan Shizhang   | 127,5 kg | Wang Shin-yuan | 115,0 kg |
| Stoßen    | Lan Shizhang | 160,5 kg | Wang Shin-yuan | 147,5 kg | Najden Russew  | 147,5 kg |
| Zweikampf | Lan Shizhang | 287,5 kg | Yang Bin       | 272,5 kg | Wang Shin-yuan | 262,5 kg |

#### Klasse bis 59 Kilogramm
| Disziplin | Gold            | Gold     | Silber          | Silber   | Bronze             | Bronze   |
| --------- | --------------- | -------- | --------------- | -------- | ------------------ | -------- |
| Reißen    | William Vargas  | 132,5 kg | Stefan Georgiew | 130,0 kg | Le Maosheng        | 130,0 kg |
| Stoßen    | Stefan Georgiew | 165,0 kg | Le Maosheng     | 165,0 kg | Sewdalin Mintschew | 162,5 kg |
| Zweikampf | Stefan Georgiew | 295,0 kg | Le Maosheng     | 295,0 kg | Sewdalin Mintschew | 290,0 kg |

#### Klasse bis 64 Kilogramm
| Disziplin | Gold          | Gold     | Silber             | Silber   | Bronze         | Bronze   |
| --------- | ------------- | -------- | ------------------ | -------- | -------------- | -------- |
| Reißen    | Wang Guohua   | 147,5 kg | Hafız Süleymanoğlu | 145,0 kg | Xiao Jiangang  | 142,5 kg |
| Stoßen    | Xiao Jiangang | 175,0 kg | Assif Melikhov     | 172,5 kg | Walentin Sarow | 170,0 kg |
| Zweikampf | Xiao Jiangang | 317,5 kg | Hafız Süleymanoğlu | 315,0 kg | Assif Melikhov | 305,0 kg |

#### Klasse bis 70 Kilogramm
| Disziplin | Gold         | Gold     | Silber      | Silber   | Bronze       | Bronze   |
| --------- | ------------ | -------- | ----------- | -------- | ------------ | -------- |
| Reißen    | Zlatan Wanew | 160,0 kg | Zhan Xugang | 157,5 kg | Wan Jianhui  | 155,0 kg |
| Stoßen    | Zlatan Wanew | 195,0 kg | Zhan Xugang | 195,5 kg | Kim Hak-bong | 185,0 kg |
| Zweikampf | Zlatan Wanew | 355,0 kg | Zhan Xugang | 352,5 kg | Wan Jianhui  | 340,0 kg |

#### Klasse bis 76 Kilogramm
| Disziplin | Gold          | Gold     | Silber            | Silber   | Bronze            | Bronze   |
| --------- | ------------- | -------- | ----------------- | -------- | ----------------- | -------- |
| Reißen    | Georgi Gardew | 167,5 kg | Waldemar Kosiński | 165,0 kg | Joto Jotow        | 165,0 kg |
| Stoßen    | Joto Jotow    | 202,5 kg | Andrzej Kozłowski | 200,0 kg | Waldemar Kosiński | 197,5 kg |
| Zweikampf | Joto Jotow    | 367,5 kg | Georgi Gardew     | 365,0 kg | Waldemar Kosiński | 362,5 kg |

#### Klasse bis 83 Kilogramm
| Disziplin | Gold            | Gold     | Silber            | Silber   | Bronze            | Bronze   |
| --------- | --------------- | -------- | ----------------- | -------- | ----------------- | -------- |
| Reißen    | Andrzej Cofalik | 172,5 kg | Juri Myschkowez   | 172,5 kg | Dursun Sevinç     | 170,0 kg |
| Stoßen    | Zhang Yong      | 207,5 kg | Krzysztof Siemion | 207,5 kg | Andrzej Cofalik   | 207,5 kg |
| Zweikampf | Andrzej Cofalik | 380,0 kg | Dursun Sevinç     | 375,0 kg | Krzysztof Siemion | 372,5 kg |

#### Klasse bis 91 Kilogramm
| Disziplin | Gold            | Gold     | Silber          | Silber   | Bronze         | Bronze   |
| --------- | --------------- | -------- | --------------- | -------- | -------------- | -------- |
| Reißen    | Tadeusz Drzazga | 177,5 kg | Maksim Agapitow | 175,0 kg | Andrey Makarov | 170,0 kg |
| Stoßen    | Julio Luna      | 212,5 kg | Maksim Agapitow | 205,0 kg | Oleh Tschumak  | 200,0 kg |
| Zweikampf | Maksim Agapitow | 380,0 kg | Tadeusz Drzazga | 377,5 kg | Julio Luna     | 377,5 kg |

#### Klasse bis 99 Kilogramm
| Disziplin | Gold           | Gold     | Silber          | Silber   | Bronze          | Bronze   |
| --------- | -------------- | -------- | --------------- | -------- | --------------- | -------- |
| Reißen    | Martin Tešovič | 180,0 kg | Choi Jong-keun  | 177,5 kg | Lorenzo Carrió  | 172,5 kg |
| Stoßen    | Martin Tešovič | 220,0 kg | Ernesto Montoya | 215,0 kg | Oleksij Obuchow | 212,5 kg |
| Zweikampf | Martin Tešovič | 400,0 kg | Choi Jong-keun  | 387,5 kg | Oleksij Obuchow | 385,0 kg |

#### Klasse bis 108 Kilogramm
| Disziplin | Gold       | Gold     | Silber                   | Silber   | Bronze        | Bronze   |
| --------- | ---------- | -------- | ------------------------ | -------- | ------------- | -------- |
| Reißen    | Cui Wenhua | 195,0 kg | Jewgeni Schischljannikow | 190,0 kg | Sergei Syrzow | 185,0 kg |
| Stoßen    | Cui Wenhua | 220,0 kg | Wes Barnett              | 220,0 kg | Mariusz Jędra | 217,5 kg |
| Zweikampf | Cui Wenhua | 415,0 kg | Mariusz Jędra            | 392,5 kg | Wes Barnett   | 390,0 kg |

#### Klasse über 108 Kilogramm
| Disziplin | Gold               | Gold     | Silber             | Silber   | Bronze             | Bronze   |
| --------- | ------------------ | -------- | ------------------ | -------- | ------------------ | -------- |
| Reißen    | Ronny Weller       | 200,0 kg | Andrei Tschemerkin | 200,0 kg | Viktors Ščerbatihs | 187,5 kg |
| Stoßen    | Andrei Tschemerkin | 262,5 kg | Ronny Weller       | 250,0 kg | Viktors Ščerbatihs | 225,0 kg |
| Zweikampf | Andrei Tschemerkin | 462,5 kg | Ronny Weller       | 450,0 kg | Viktors Ščerbatihs | 412,5 kg |

### Frauen

#### Klasse bis 48 Kilogramm
| Disziplin | Gold         | Gold     | Silber            | Silber   | Bronze        | Bronze   |
| --------- | ------------ | -------- | ----------------- | -------- | ------------- | -------- |
| Reißen    | Kyi Kyi Than | 77,5 kg  | Liu Ling          | 75,0 kg  | Sri Indriyani | 75,0 kg  |
| Stoßen    | Liu Ling     | 100,0 kg | N. Kunjarani Devi | 97,5 kg  | Sri Indriyani | 95,0 kg  |
| Zweikampf | Liu Ling     | 175,0 kg | N. Kunjarani Devi | 170,0 kg | Sri Indriyani | 170,0 kg |

#### Klasse bis 50 Kilogramm
| Disziplin | Gold                 | Gold     | Silber           | Silber   | Bronze               | Bronze   |
| --------- | -------------------- | -------- | ---------------- | -------- | -------------------- | -------- |
| Reißen    | Zhong Yan            | 85,0 kg  | Isabela Dragnewa | 82,5 kg  | Winarni Binti Slamet | 80,0 kg  |
| Stoßen    | Winarni Binti Slamet | 105,0 kg | Isabela Dragnewa | 102,5 kg | Swe Swe Win          | 100,0 kg |
| Zweikampf | Winarni Binti Slamet | 185,0 kg | Isabela Dragnewa | 185,0 kg | Ri Yong-hwa          | 180,0 kg |

#### Klasse bis 54 Kilogramm
| Disziplin | Gold          | Gold     | Silber       | Silber   | Bronze          | Bronze   |
| --------- | ------------- | -------- | ------------ | -------- | --------------- | -------- |
| Reißen    | Meng Xianjuan | 87,5 kg  | Khin Moe Nwe | 85,0 kg  | Kuo Ping-chun   | 85,0 kg  |
| Stoßen    | Meng Xianjuan | 117,5 kg | Ri Song-hui  | 110,0 kg | Saipin Detsaeng | 110,0 kg |
| Zweikampf | Meng Xianjuan | 205,0 kg | Ri Song-hui  | 195,0 kg | Saipin Detsaeng | 195,0 kg |

#### Klasse bis 59 Kilogramm
| Disziplin | Gold                  | Gold     | Silber            | Silber   | Bronze                | Bronze   |
| --------- | --------------------- | -------- | ----------------- | -------- | --------------------- | -------- |
| Reißen    | Patmawati Abdul Hamid | 97,5 kg  | Khassaraporn Suta | 92,5 kg  | Wu Mei-yi             | 92,5 kg  |
| Stoßen    | Khassaraporn Suta     | 117,5 kg | Naw Ju Ni         | 117,5 kg | Patmawati Abdul Hamid | 115,0 kg |
| Zweikampf | Patmawati Abdul Hamid | 212,5 kg | Khassaraporn Suta | 210,0 kg | Naw Ju Ni             | 207,5 kg |

#### Klasse bis 64 Kilogramm
| Disziplin | Gold          | Gold     | Silber        | Silber   | Bronze       | Bronze   |
| --------- | ------------- | -------- | ------------- | -------- | ------------ | -------- |
| Reißen    | Chen Jui-lien | 102,5 kg | Chen Yanqing  | 100,0 kg | Neelam Laxmi | 100,0 kg |
| Stoßen    | Chen Yanqing  | 131,0 kg | Chen Jui-lien | 122,5 kg | Lu Yun       | 122,5 kg |
| Zweikampf | Chen Yanqing  | 230,0 kg | Chen Jui-lien | 225,0 kg | Neelam Laxmi | 217,5 kg |

#### Klasse bis 70 Kilogramm
| Disziplin | Gold          | Gold     | Silber          | Silber   | Bronze       | Bronze   |
| --------- | ------------- | -------- | --------------- | -------- | ------------ | -------- |
| Reißen    | Xiang Fenglan | 105,5 kg | Ilona Dankó     | 100,0 kg | Huang Hsi-li | 97,5 kg  |
| Stoßen    | Xiang Fenglan | 130,5 kg | Irina Kassimowa | 122,5 kg | Huang Hsi-li | 120,0 kg |
| Zweikampf | Xiang Fenglan | 235,0 kg | Huang Hsi-li    | 217,5 kg | Ilona Dankó  | 215,0 kg |

#### Klasse bis 76 Kilogramm
| Disziplin | Gold   | Gold     | Silber       | Silber   | Bronze        | Bronze   |
| --------- | ------ | -------- | ------------ | -------- | ------------- | -------- |
| Reißen    | Hua Ju | 107,5 kg | Mária Takács | 100,0 kg | Mónica Carrió | 97,5 kg  |
| Stoßen    | Hua Ju | 40,5 kg  | Kim Soon-hee | 125,0 kg | Mária Takács  | 125,0 kg |
| Zweikampf | Hua Ju | 247,5 kg | Mária Takács | 225,0 kg | Kim Soon-hee  | 220,0 kg |

#### Klasse bis 83 Kilogramm
| Disziplin | Gold         | Gold     | Silber         | Silber   | Bronze        | Bronze   |
| --------- | ------------ | -------- | -------------- | -------- | ------------- | -------- |
| Reißen    | Tang Weifang | 117,5 kg | Albina Khomich | 107,5 kg | María Urrutia | 105,0 kg |
| Stoßen    | Tang Weifang | 143,0 kg | María Urrutia  | 130,0 kg | Aye Mon Khin  | 127,5 kg |
| Zweikampf | Tang Weifang | 260,0 kg | María Urrutia  | 235,0 kg | Aye Mon Khin  | 227,5 kg |

#### Klasse über 83 Kilogramm
| Disziplin | Gold         | Gold     | Silber          | Silber   | Bronze        | Bronze   |
| --------- | ------------ | -------- | --------------- | -------- | ------------- | -------- |
| Reißen    | Aye Aye Aung | 110,0 kg | Bilkisu Musa    | 107,5 kg | Ma Runmei     | 107,5 kg |
| Stoßen    | Ma Runmei    | 145,0 kg | Chen Hsiao-lien | 137,5 kg | Chen Shu-chih | 135,0 kg |
| Zweikampf | Ma Runmei    | 252,5 kg | Chen Shu-chih   | 240,0 kg | Aye Aye Aung  | 240,0 kg |

## Medaillenspiegel
Die Platzierungen im Medaillenspiegel sind nach der Anzahl der gewonnenen Goldmedaillen sortiert, gefolgt von der Anzahl der Silber- und Bronzemedaillen (lexikographische Ordnung). Weisen zwei oder mehr Nationen eine identische Medaillenbilanz auf, werden sie alphabetisch geordnet auf dem gleichen Rang geführt.
| Rang | Nation              | Gold | Silber | Bronze | Gesamt |
| ---- | ------------------- | ---- | ------ | ------ | ------ |
| 1.   | Volksrepublik China | 29   | 9      | 6      | 44     |
| 2.   | Bulgarien           | 8    | 5      | 5      | 18     |
| 3.   | Indonesien          | 4    | 0      | 5      | 9      |
| 4.   | Russland            | 3    | 7      | 1      | 11     |
| 5.   | Polen               | 3    | 5      | 5      | 13     |
| 6.   | Slowakei            | 3    | 0      | 0      | 3      |
| 7.   | Myanmar             | 2    | 2      | 5      | 9      |
| 8.   | Chinesisch Taipeh   | 1    | 6      | 7      | 14     |
| 9.   | Thailand            | 1    | 2      | 2      | 5      |
| 10.  | Deutschland         | 1    | 2      | 0      | 3      |
| 11.  | Kuba                | 1    | 1      | 0      | 2      |
| 12.  | Venezuela           | 1    | 0      | 1      | 2      |
| 13.  | Ungarn              | 0    | 3      | 2      | 5      |
| 13.  | Südkorea            | 0    | 3      | 2      | 5      |
| 15.  | Türkei              | 0    | 3      | 1      | 4      |
| 16.  | Indien              | 0    | 2      | 2      | 4      |
| 17.  | Kolumbien           | 0    | 2      | 1      | 3      |
| 17.  | Nordkorea           | 0    | 2      | 1      | 3      |
| 19.  | Aserbaidschan       | 0    | 1      | 1      | 2      |
| 19.  | Vereinigte Staaten  | 0    | 1      | 1      | 2      |
| 21.  | Nigeria             | 0    | 1      | 0      | 1      |
| 22.  | Lettland            | 0    | 0      | 3      | 3      |
| 22.  | Ukraine             | 0    | 0      | 3      | 3      |
| 24.  | Spanien             | 0    | 0      | 2      | 2      |
| 25.  | Kasachstan          | 0    | 0      | 1      | 1      |